# Sei Itō
Sei Itō (jap. 伊藤 整 Itō Sei), właśc. Hitoshi Itō (jap. 伊藤 整 Itō Hitoshi; ur. 16 stycznia 1905 w Matsumae, zm. 15 listopada 1969 w Tokio) – japoński pisarz.

## Życiorys
Urodził się na wyspie Hokkaido, jako syn pochodzącego z Hiroszimy oficera, który został wiejskim nauczycielem i urzędnikiem. Ukończył szkołę handlową w Otaru, a następnie rozpoczął studia na Uniwersytecie Hitotsubashi, których jednak nie ukończył. 
Jako dziecko pisał wiersze, które publikował w biuletynach i gazetkach. Zadebiutował w 1926 roku tomikiem poezji Yukiakari no michi (Droga w blasku śniegu). Później zwrócił się ku prozie; w swojej twórczości poruszał tematykę psychologiczną, inspirując się dziełami takich pisarzy jak Virginia Woolf i Marcel Proust. Do jego najważniejszych utworów należą: zbiór autobiograficznych opowiadań Seibutsusai (Festiwal istot żywych, 1932), nowele Yūki no machi (Ulica duchów, 1937), Yūki no mura (Wieś duchów 1938), Tokunō Gorō no seikatsu to iken (Życie i opinie Tokunō Gorō, 1941), Hi no tori (Ptak ognia, 1953), Hanran (Powódź, 1958). Zajmował się także eseistyką, wydał zbiory tekstów Shishōsetsu no hōhō (Metody powieści o sobie, 1950), Shōsetsu no ninshiki (Światopogląd powieści, 1955), Itō Sei no seikatsu to iken (Pogląd i życie pana Itō, 1954) oraz Nihon bundan-shi (Historia japońskiego świata literackiego, 1953–1969), za którą otrzymał w 1963 roku Nagrodę im. Kana Kikuchiego.
Tłumaczył na język japoński literaturę zachodnią; przełożył Ulissesa Jamesa Joyce’a oraz Kochanka lady Chatterley D.H. Lawrence’a. Publikacja tej drugiej książki w 1950 roku zakończyła się skandalem, a wydawcy i tłumaczowi wytoczono proces o niemoralność. Itō spisał dokumentację procesu, wydaną pt. Saiban (Proces, 1952).
W 1970 roku pośmiertnie otrzymał nagrodę literacką przyznawaną przez czasopismo literackie „Shinchō”, natomiast w 1990 roku ustanowiona została coroczna nagroda jego imienia.